# Monastère de Bogovađa
Le monastère de Bogovađa (en serbe cyrillique : Манастир Боговађа ; en serbe latin : Manastir Bogovađa) est un monastère orthodoxe serbe situé à Bogovađa, dans le district de Kolubara et dans la municipalité de Lajkovac en Serbie. Il est inscrit sur la liste des monuments culturels de grande importance de la république de Serbie.
Le monastère abrite aujourd'hui une communauté de religieuses.

## Localisation
Le monastère, dont l'église est dédiée à saint Georges, se trouve au sud-ouest de Lazarevac.

## Historique

### Existence d'un premier monastère auXVesiècle
À l'emplacement de l'actuel monastère se trouvait autrefois autrefois une petite église entourée de quelques bâtiments ; l'ensemble aurait été construit à l'époque du despote serbe Stefan Lazarević (début du XVe siècle), qui avait reçu la région de la Kolubara des mains du roi de Hongrie Sigismond. Le monastère de Bogovađa est signalé comme actif dans la première moitié du XVe siècle, sans que l'on connaisse la date exacte de sa fondation ni le nom de son fondateur. Selon la légende, Grgur Branković l'aveugle serait mort et enterré dans le monastère,,, bien que l'histoire officielle établisse que Grgur était moine au mont Athos et qu'il y est décédé. Ce premier monastère a été détruit après la chute du despotat de Serbie.

### Destruction du premier monastère puis fondation d'un autre monastère

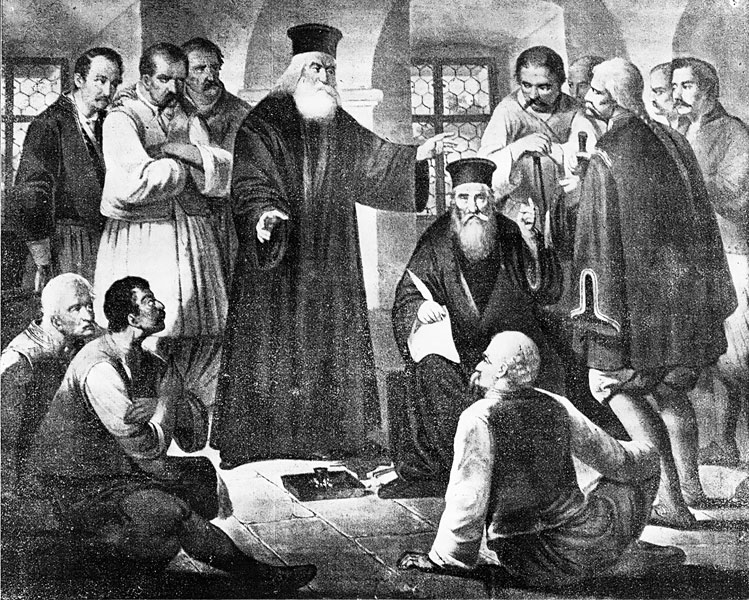
Hadži-Ruvim (assis) et Hadži-Đera, par Pavle Simić

Sur les ruines de l'ancien monastère, un second établissement monastique a été fondé en 1545 par le hiéromoine Mardarije, originaire de Vraneši près de Bijelo Polje, comme en témoigne une mention de l'évangéliaire de Dabiša ("Dabino Jevandjelje / Дабино Јеванђеље" ) aujourd'hui conservé au monastère. D'autres sources indiquent que cette fondation aurait eu lieu « à l'époque de Mardarije » et qu'elle serait en fait due au knèze (prince) Petar Velimirović.

### Incendie, destruction et reconstruction du monastère

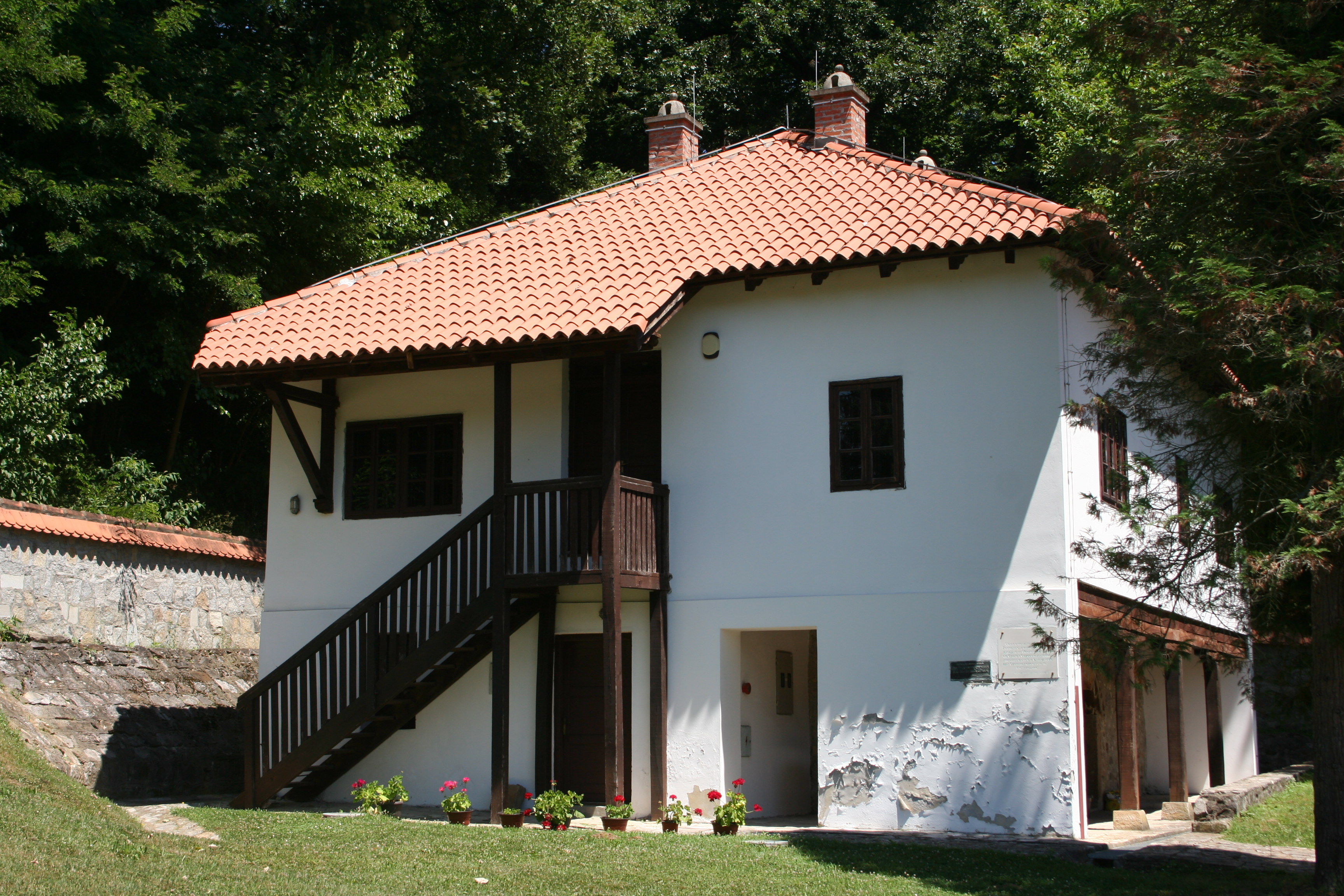
Le vieux konak, aujourd'hui musée du Premier soulèvement serbe.

Le monastère a été une nouvelle fois incendié et détruit au moment de la révolte de la krajina de Koča en 1788 et a été reconstruit entre 1791 et 1794 grâce aux efforts de Hadži-Ruvim, Hadži-Đera et Vasilije Petrović, qui, à ce moment-là, était l'higoumène du monastère.
À cette époque, un konak a été construit au nord-ouest de l'église. Hadži-Ruvim était devenu moine au monastère en 1784 et il en est devenu l'higoumène en 1795 ; sous sa direction, la bibliothèque a acquis de nombreux ouvrages et il a fait créer une école d'art où l'on pratiquait notamment la sculpture et la peinture. En 1804, ayant pris part à l'organisation de la révolte contre les janissaires, il a été arrêté et exécuté. En 1805, lors du premier soulèvement serbe contre les Ottomans, le konak de Bogovađa a accueilli une réunion du Praviteljstvujušči sovjet serbski, l'organe exécutif principal de la rébellion.

### Destruction du monastère puis reconstruction
Pour se venger, les Turcs ont détruit le monastère en 1805 ; il a été reconstruit entre 1816 et 1818. Son apparence actuelle date de 1852.

## Aujourd'hui
Le monastère abrite aujourd'hui une communauté de religieuses.

## Architecture de l'église Saint-Georges
L'église Saint-Georges a été construite entre 1849 et 1852, ; le prince Miloš Obrenović a contribué à sa reconstruction ; l'architecte en chef du projet était Milutin Gođevac, un maître venu de Bosnie et qui avait notamment participé à la réalisation de l'église Saint-Sava de Savinac.
Elle est constituée d'une unique unique prolongée par une abside demi-circulaire ; de part et d'autre de l'autel se trouvent deux chapelles rectangulaires formant une saillie sur les façades latérales. La façade occidentale est dominée par un clocher de style baroque dont la partie supérieure est recouverte de laiton ; elle est dotée d'un portail en pierre. Les façades sont décorées par une corniche soutenue sur plan décoratif par des arcades reposant sur des consoles.
À l'intérieur, l'iconostase a été peinte en 1858 par Milija Marković avec ses fils Radovan et Nikola.
Des travaux de restauration ont été effectués sur l'église en 1998-1999 ; le konak a été reconstruit en 2005.

## Aspects patrimoniaux
Le monastère est inscrit sur la liste des monuments culturels de grande importance de la république de Serbie (identifiant no SK 265).